# Laguna Redonda de San Juan
La Laguna Redonda de San Juan está situada en el término municipal de San Juan de la Encinilla, España. Se accede a ella desde este municipio, camino de Albornos o camino de Ortigosa.
En los inviernos donde el agua es abundante es cuando esta laguna muestra su importancia. Fácilmente podemos ver cientos de azulones, acompañados de cucharas, y algún grupo de gansos, así como agachadizas comunes y avefrías, junto con la cada vez más abundante presencia invernal de la Cigüeña blanca.
Se encuentra incluida en el Catálogo Regional de Zonas Húmedas de Interés de Castilla y León.